# Congrés de Demòcrates (Namíbia)

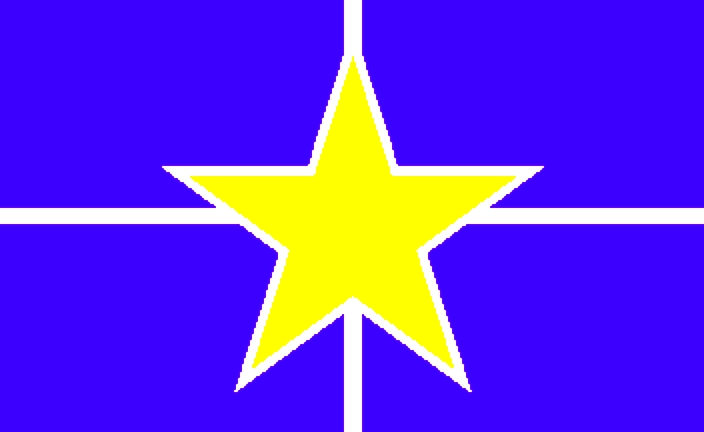
Bandera del CoD

El Congrés de Demòcrates és un partit polític de Namíbia, creat com a escissió del SWAPO el 1998 dirigida per Ben Ulenga.
A les últimes eleccions legislatives, del 15 i 16 de novembre de 2004, el partit va obtenir el 7,2% dels vots populars i 5 dels 78 escons, tot esdevenint la segona força política del país després de la SWAPO.